# Nagroda im. Palle Rosenkrantza
Nagroda im. Palle Rosenkrantza (duń. Palle Rosenkrantz Prisen) – nagroda literacka, przyznawana corocznie dla najlepszej powieści kryminalnej, która w poprzednim roku ukazała się na duńskim rynku księgarskim.
Nagrodę ufundowała w 1986 Duńska Akademia Kryminalna (duń. Det Danske Kriminalakademi), określając, iż jest ona przeznaczona dla najlepszej powieści kryminalnej, opublikowanej w języku duńskim. W 2007 wysokość nagrody wynosiła 7500 koron duńskich (ok. 1000 euro). Sponsorami są duńskie wydawnictwa Borgen, Cicero, Gyldendal, Forum, Klim, Lindhardt & Ringhof oraz Modtryk.
Oprócz nagrody głównej sporadycznie przyznawana jest także nagroda honorowa za szczególne zasługi dla duńskiej literatury kryminalnej. Dotychczas przyznano zaledwie jedną nagrodę honorową.
Nazwa nagrody upamiętnia barona Palle Rosenkrantza (1867–1941), który uważany jest za autora pierwszej duńskiej powieści kryminalnej – wydanej w 1903 i zatytułowanej Hvad (pol. Co).

## Laureaci
| Rok  | Autor                  | Tytuł oryginalny1                                                                 | Tytuł przekładu polskiego                                | Pochodzenie       |
| ---- | ---------------------- | --------------------------------------------------------------------------------- | -------------------------------------------------------- | ----------------- |
| 2013 | Philip Kerr            | En mand uden åndedræt A Man Without Breath. Quercus, Londyn 2013                  |                                                          | Wielka Brytania   |
| 2012 | James Ellroy           | Den røde gudinde Blood’s a Rover. Alfred A. Knopf, Nowy Jork 2009                 | Krew to włóczęga Sonia Draga, Warszawa 2011              | Stany Zjednoczone |
| 2011 | Leif GW Persson        | Den døende detektiv Den döende detektiven. Albert Bonniers Förlag, Sztokholm 2010 | Umierający detektyw Czarna Owca, Warszawa 2012           | Szwecja           |
| 2010 | Jean-Christophe Grangé | Forbarm dig Misèrere. Éditions Albin Michel, Paryż 2008                           | Zmiłuj się Wydawnictwo Albatros, Warszawa 2010           | Francja           |
| 2009 | Jo Nesbø               | Panserhjerte . H. Aschehoug & Co., Oslo, 2006                                     | Pancerne serce Wydawnictwo Dolnośląskie, Wrocław 2010    | Norwegia          |
| 2008 | Don Winslow            | Frankie Machines vinter The Winter of Frankie Machine. Knopf, Nowy Jork 2006      |                                                          | Stany Zjednoczone |
| 2007 | Karin Alvtegen         | Skygge Skugga. Natur och kultur, Sztokholm 2007                                   | Cień Świat Książki, Warszawa 2009                        | Szwecja           |
| 2006 | Håkan Nesser           | Skyggerne og regnen Skuggorna och regnet. Bonnier, Sztokholm 2004                 |                                                          | Szwecja           |
| 2005 | Peter Robinson         | Kold er graven Cold is the Grave. Macmillan, Londyn 2001                          | W mogile ciemnej Pol-Nordica, Otwock 2005                | Wielka Brytania   |
| 2004 | Henning Mortensen      | Den femte årstid Modtryk, Århus 2004                                              |                                                          | Dania             |
| 2003 | Arne Dahl              | Europa blues Europa Blues. Bra Böcker, Malmö 2001                                 | Europa blues Muza, Warszawa 2012                         | Szwecja           |
| 2002 | Carol O’Connell        | Judasbarnet Judas Child. Hutchinson, Londyn 1999                                  | Judaszowe dziecko Prószyński i S-ka, Warszawa 2010       | Wielka Brytania   |
| 2001 | Minette Walters        | Syreparken Acid Row. Macmillan, Londyn 2001                                       |                                                          | Wielka Brytania   |
| 2000 | Ian Rankin             | Fortids synder Black & Blue. Orion, Londyn 1997                                   | Black & Blue Zysk, Poznań 2004                           | Wielka Brytania   |
| 1999 | Donna Leon             | Mord i fremmed land Death in a Strange Country. Forum, Kopenhaga 1999             | Śmierć na obczyźnie Noir Sur Blanc, Warszawa 1999        | Stany Zjednoczone |
| 1998 | Kim Småge              | En kernesund død En kjernesunn død. Aschehough, Kopenhaga 1995                    |                                                          | Norwegia          |
| 1997 | Caleb Carr             | Sindssygelægen The Alienist. Random House, Nowy Jork 1997                         | Alienista Rebis, Warszawa 1997                           | Stany Zjednoczone |
| 1996 | Reginald Hill          | Regnskabets dag Pictures of Perfection. HarperCollins, Londyn 1994                |                                                          | Wielka Brytania   |
| 1995 | Colin Dexter           | Vejen gennem skovene The Way Through the Woods. Macmillan, Londyn 1992            |                                                          | Wielka Brytania   |
| 1994 | Arturo Pérez-Reverte   | Dumasklubben El club Dumas. Alfaguara, Madryt 1993                                | Klub Dumas Muza, Warszawa 1998                           | Hiszpania         |
| 1993 | Ruth Rendell           | Som fuglen i krokodillens gab The Crocodile Bird. Hutchinson, Londyn 1993         |                                                          | Wielka Brytania   |
|      | (jako Barbara Vine)    | Kong Salomons tæppe King Solomon’s Carpet. Viking, Londyn 1991                    |                                                          | Wielka Brytania   |
| 1992 | Peter Høeg             | Frøken Smillas fornemmelse for sne Rosinante, Kopenhaga 1992                      | Smilla w labiryntach śniegu Świat Książki, Warszawa 1996 | Dania             |
| 1991 | John le Carré          | Den hemmelige pilgrim The Secret Pilgrim. Hodder & Stoughton, Londyn 1991         | Znakomity uczeń Parnas, Warszawa 1996                    | Wielka Brytania   |
| 1990 | Gunnar Staalesen       | Faldne engler Falne Engler. Gyldendal, Oslo 1989                                  |                                                          | Norwegia          |
| 1989 | Erik Amdrup            | Renters rente Gyldendal, Kopenhaga 1989                                           |                                                          | Dania             |
| 1988 | Leif Davidsen          | Den russiske sangerinde Lindhardt og Ringhof, Kopenhaga 1988                      |                                                          | Dania             |
| 1987 | P.D. James             | Indviet til mord A Taste for Death. Faber & Faber, Londyn 1986                    | Przedsmak śmierci Książnica, Warszawa 1994               | Wielka Brytania   |
| 1986 | Fredrik Skagen         | Viktor! Viktor! . vmtl. Cappelen, Oslo 1982                                       |                                                          | Norwegia          |

1. Jako podstawowy podany został tytuł wydania duńskiego, następnie, drobniejszym drukiem tytuł wydania oryginalnego (jeśli książka jest tłumaczeniem na język duński), wydawnictwo, miejsce wydania oraz rok wydania oryginału. Przy powieściach autorów duńskich drobniejszym drukiem wskazano wydawnictwo, miejsce i rok wydania książki.

### Nagroda Honorowa im. Palle Rosenkrantza
- 2002 – Anders Bodelsen za całokształt twórczości